# Chiesa di San Francesco della Scarpa
La chiesa di San Francesco della Scarpa è una chiesa del centro storico di Lecce, così denominata nel XVI secolo quando i frati minori che abitavano il distrutto  convento di Santa Maria del Tempio si divisero in conventuali e osservanti: i primi portavano le scarpe a differenza dei secondi. 

## Descrizione
La chiesa venne eretta nel XII secolo sul sito di un palazzo appartenente alla famiglia Guarini a testimonianza di ciò vi sono alcune scritte sui muri interni ed alcune epigrafi di cui di una tomba medievale. Venne ricostruita quasi del tutto tra il 1699 e il 1714, notevolmente col mecenato della stessa famiglia dei Guarini, duchi di Poggiardo, il cui stemma si ritrova in triplice esemplare al centro della chiesa. 
A differenza delle altre chiese della città, caratterizzate dalle sfarzose facciate barocche, la chiesa di San Francesco della Scarpa si presenta priva del prospetto, (viene infatti anche denominata la "chiesa senza facciata"), a causa di lavori ottocenteschi che inglobarono buona parte della chiesa nel colonnato dell'ex convitto Palmieri. 
L'interno è a croce greca (precedentemente era a croce latina) e conserva, nella navata percorsa nei due ordini da paraste corinzie e tuscaniche, solo quattro dei dieci altari originari. Gli altari superstiti sono quelli dell'Annunziata (1665), di proprietà della famiglia Maresgallo, dell'Immacolata, di san Luigi (XVIII secolo) e di san Francesco d'Assisi. Gli altri due altari furono trasportati, nel 1874, nella chiesa madre di Casarano.
In un vano contiguo alla cappella di San Luigi sono, con l'elogio epigrafo latino dettato da Ermolao Barbaro, i superstiti rilievi in pietra leccese del cinquecentesco monumento sepolcrale del teologo e predicatore leccese fra Roberto Caracciolo (1425-1495), vescovo di Aquino e Lecce.
Di notevoli dimensioni è la gigantesca statua in cartapesta raffigurante san Giuseppe, modellata nel 1833 da Oronzo Greco e posta nel presbiterio.
Attiguo alla chiesa è l'oratorio, nel quale, secondo una pia tradizione, nel 1219 san Francesco d'Assisi avrebbe pregato e riposato durante il suo ritorno dalla Palestina. L'oratorio conserva alcuni affreschi seicenteschi e una tela raffigurante san Francesco d'Assisi. Nel cortile esiste un albero di arancio che la tradizione vuole sia stato piantato dal poverello di Assisi.

## Galleria d'immagini

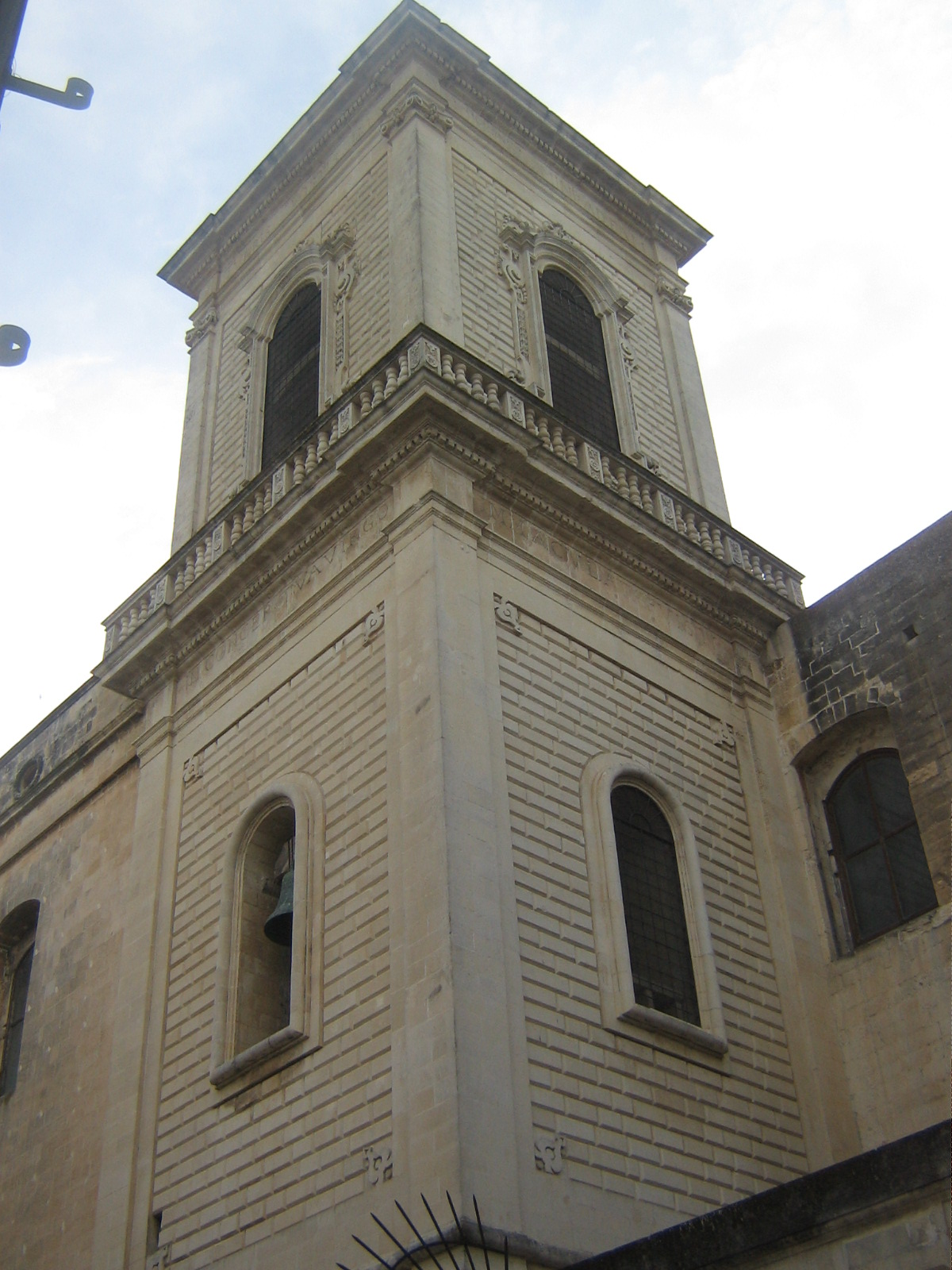
Campanile
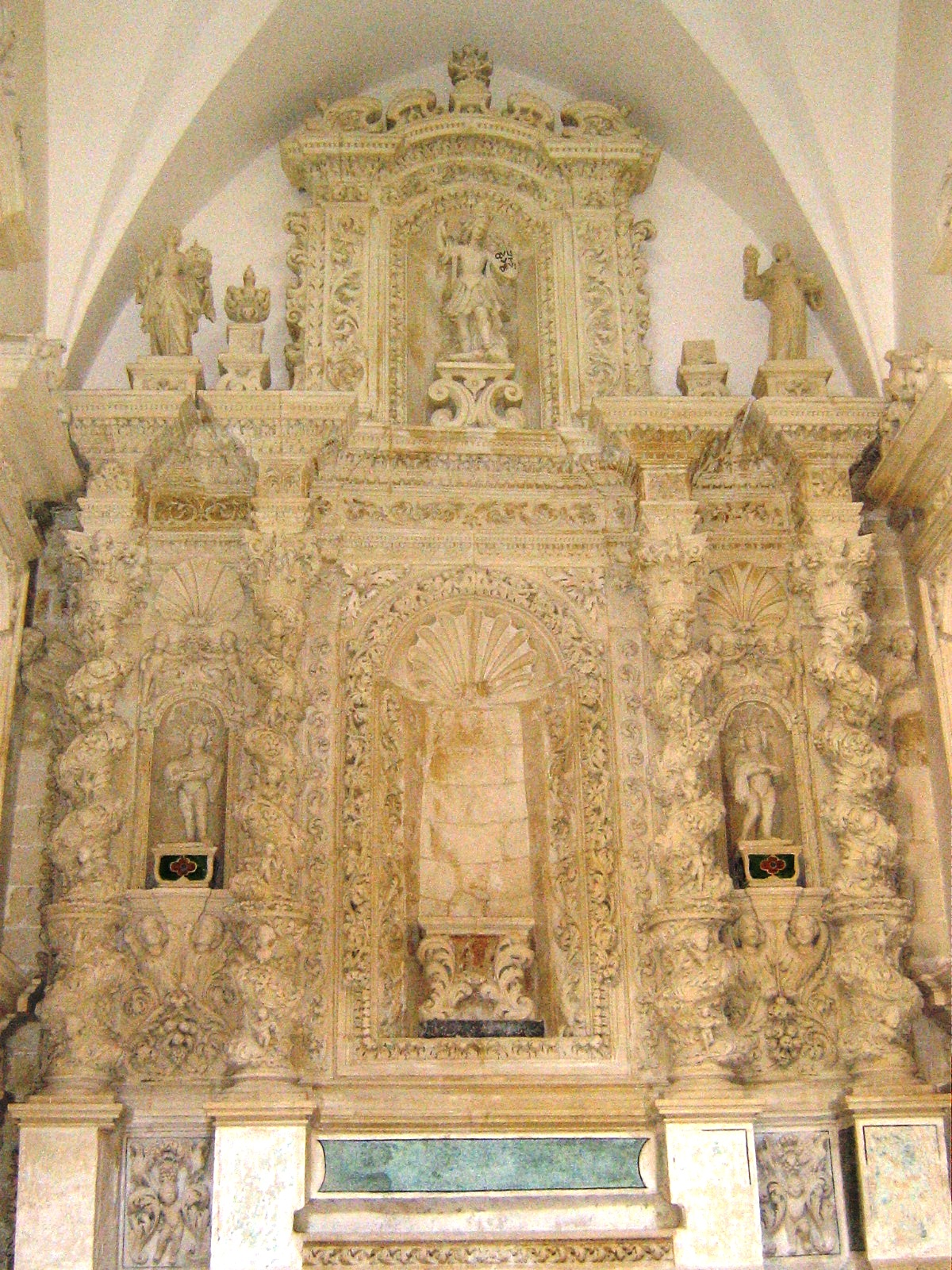
Altare dell'Immacolata
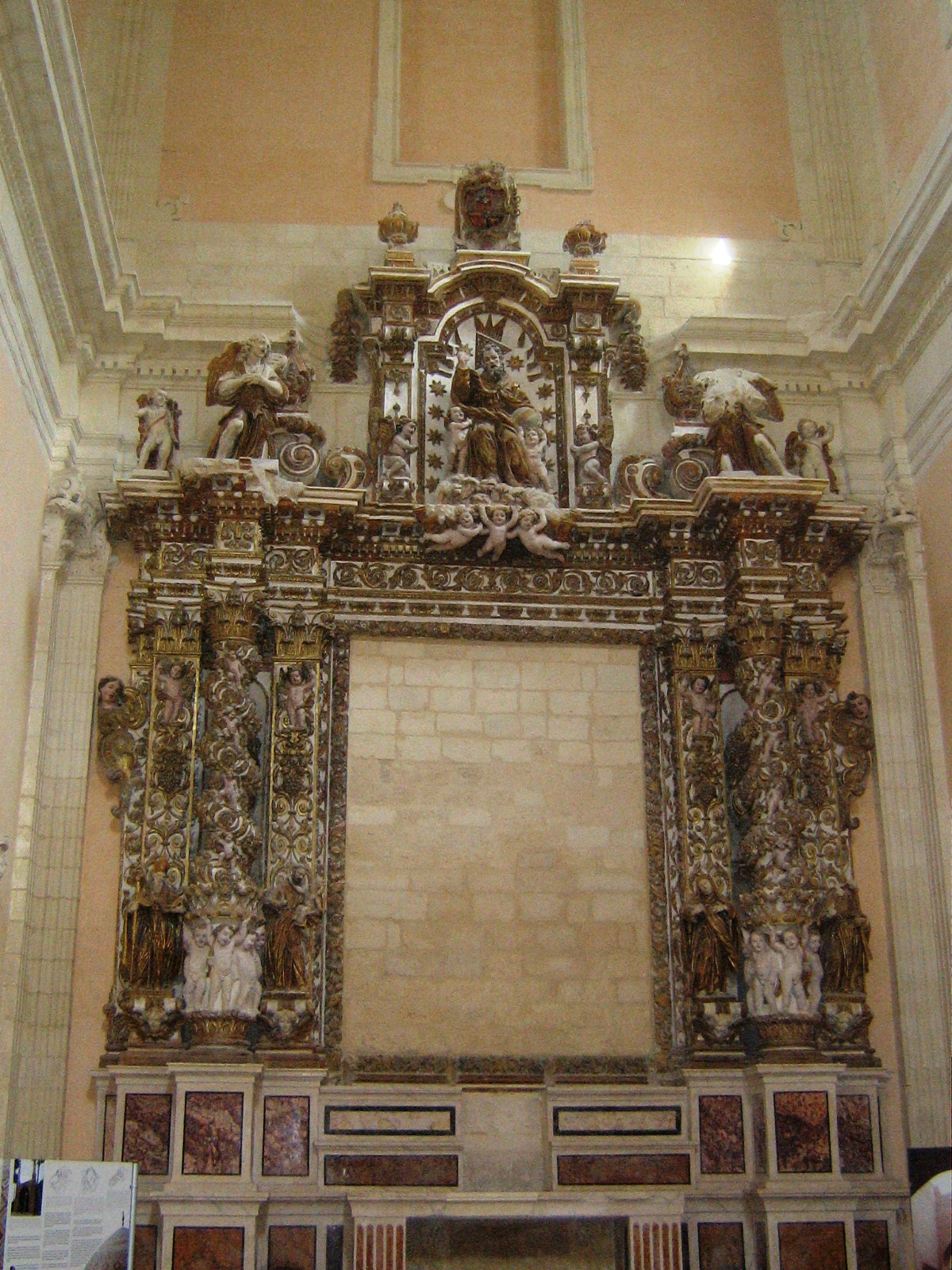
Altare di San Luigi
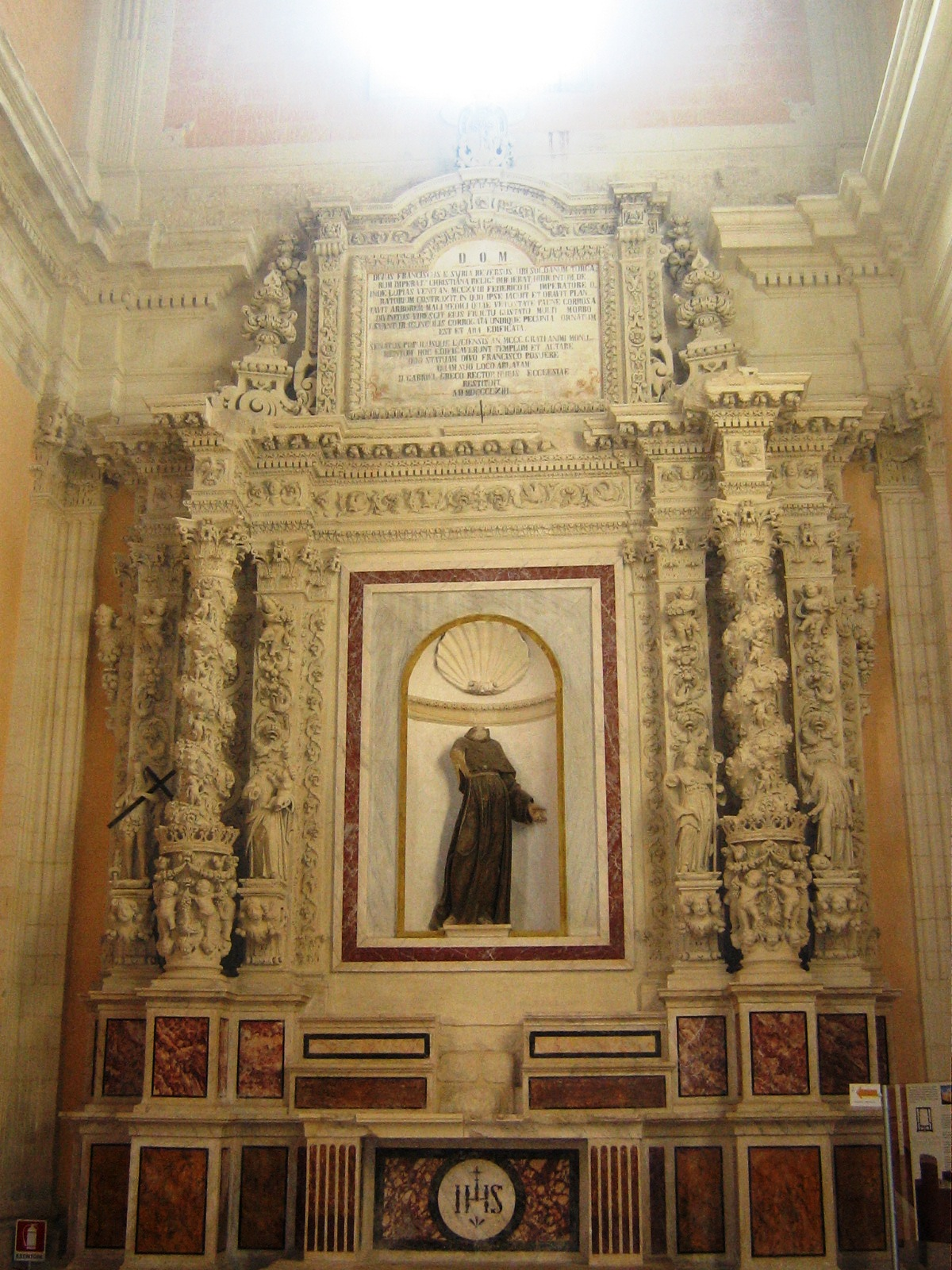
Altare di San Francesco
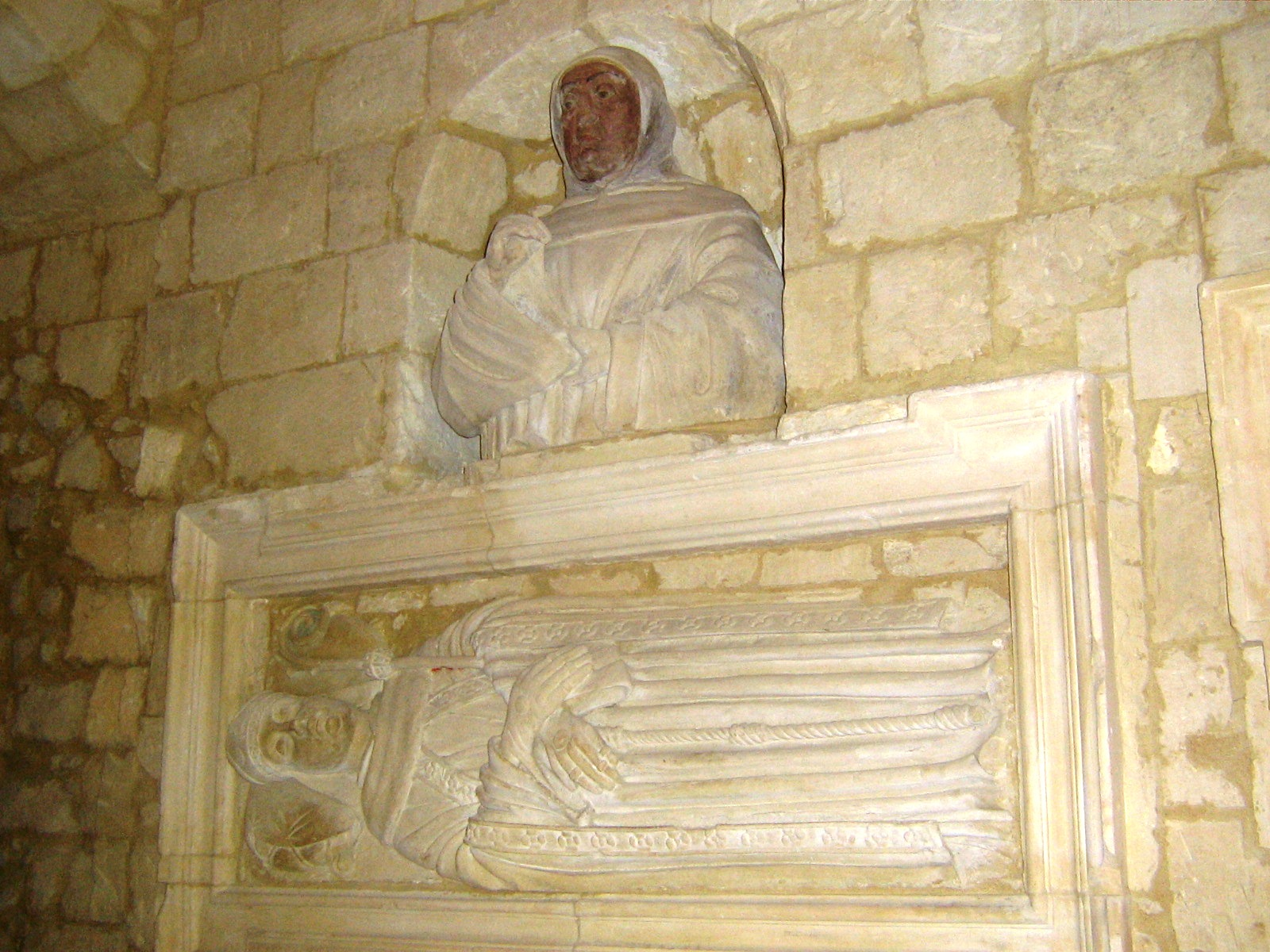
Monumento sepolcrale di fra Roberto Caracciolo
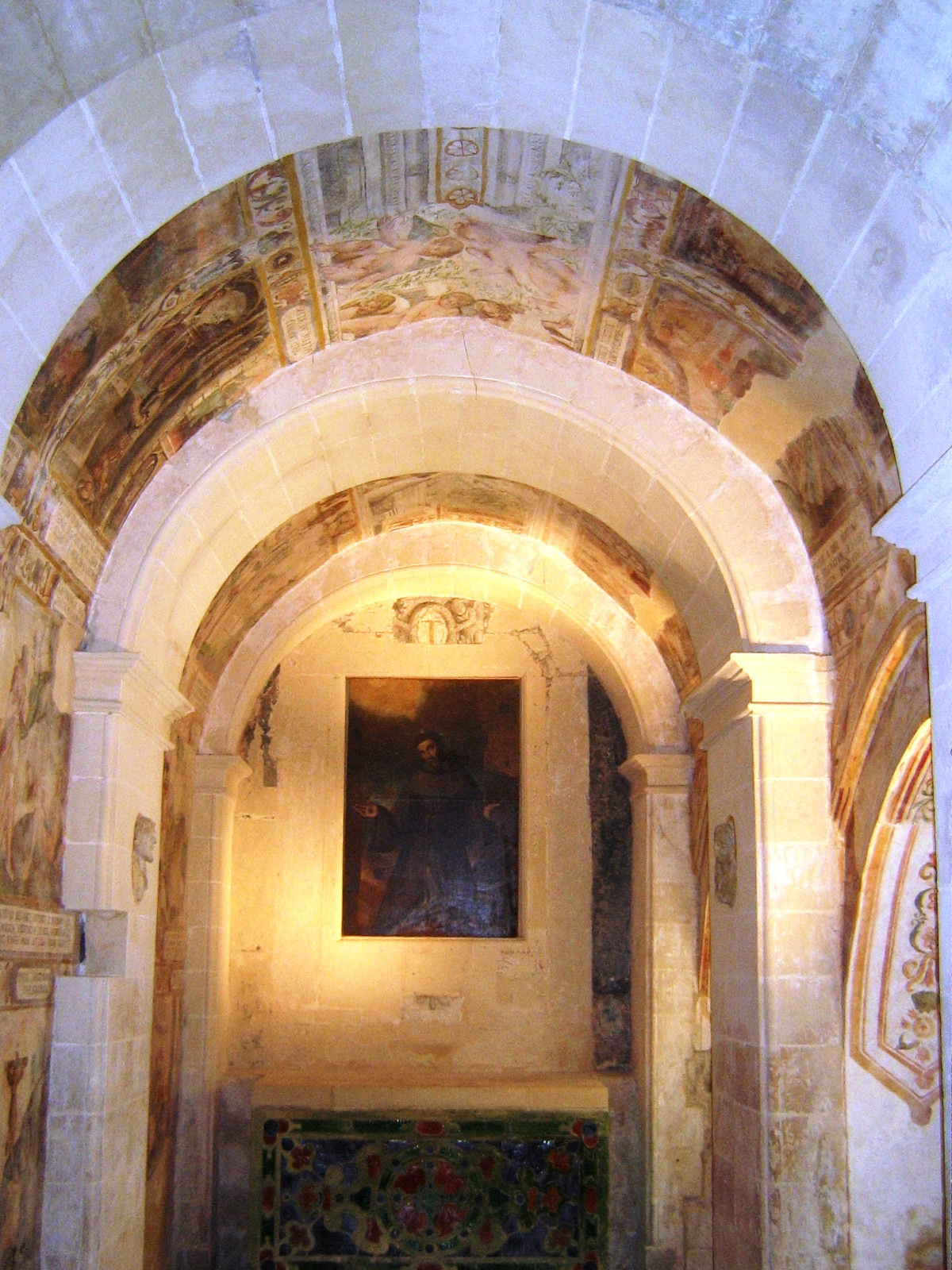
Una sala affrescata dell'attiguo oratorio
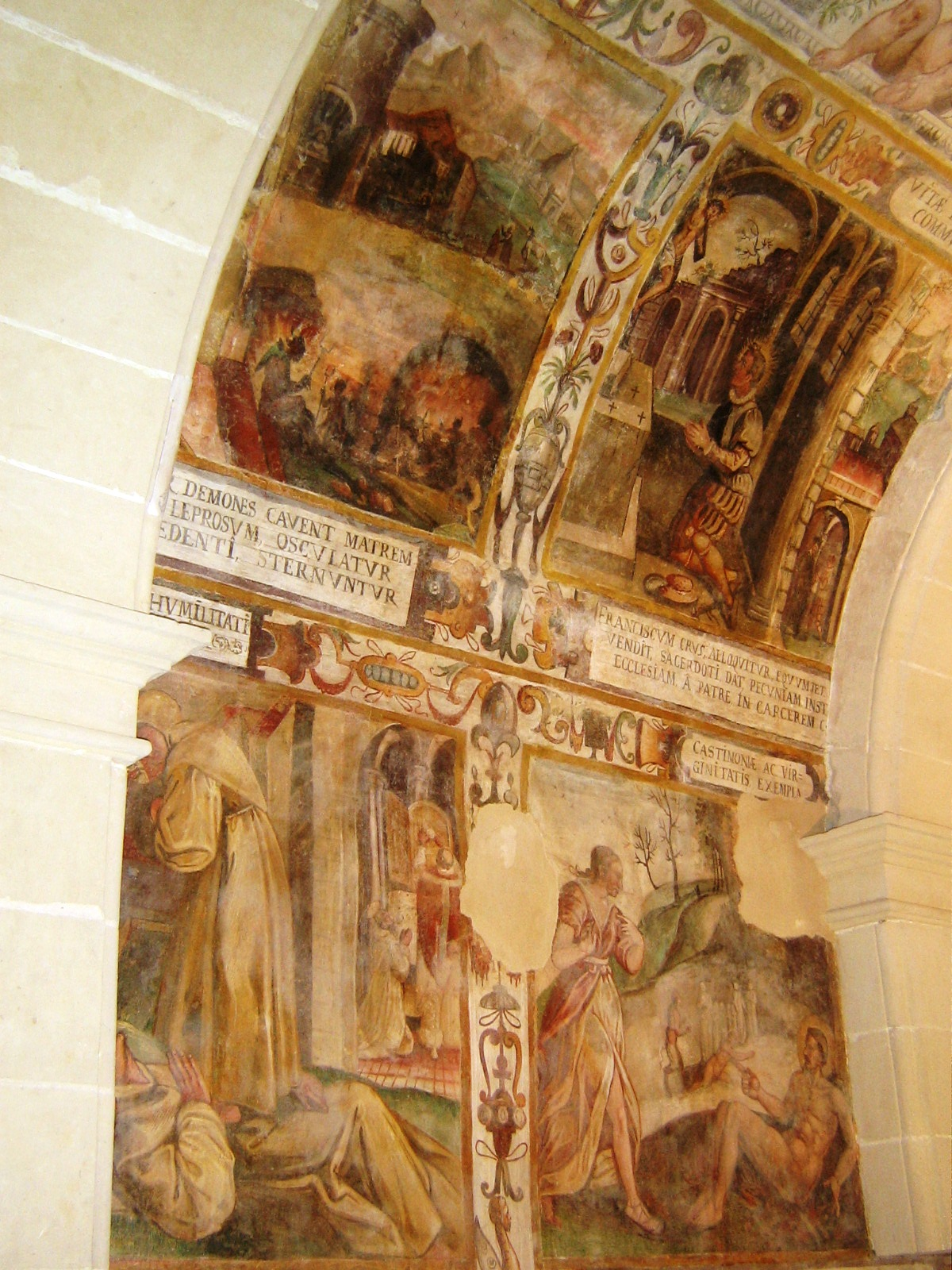
Particolare di un affresco
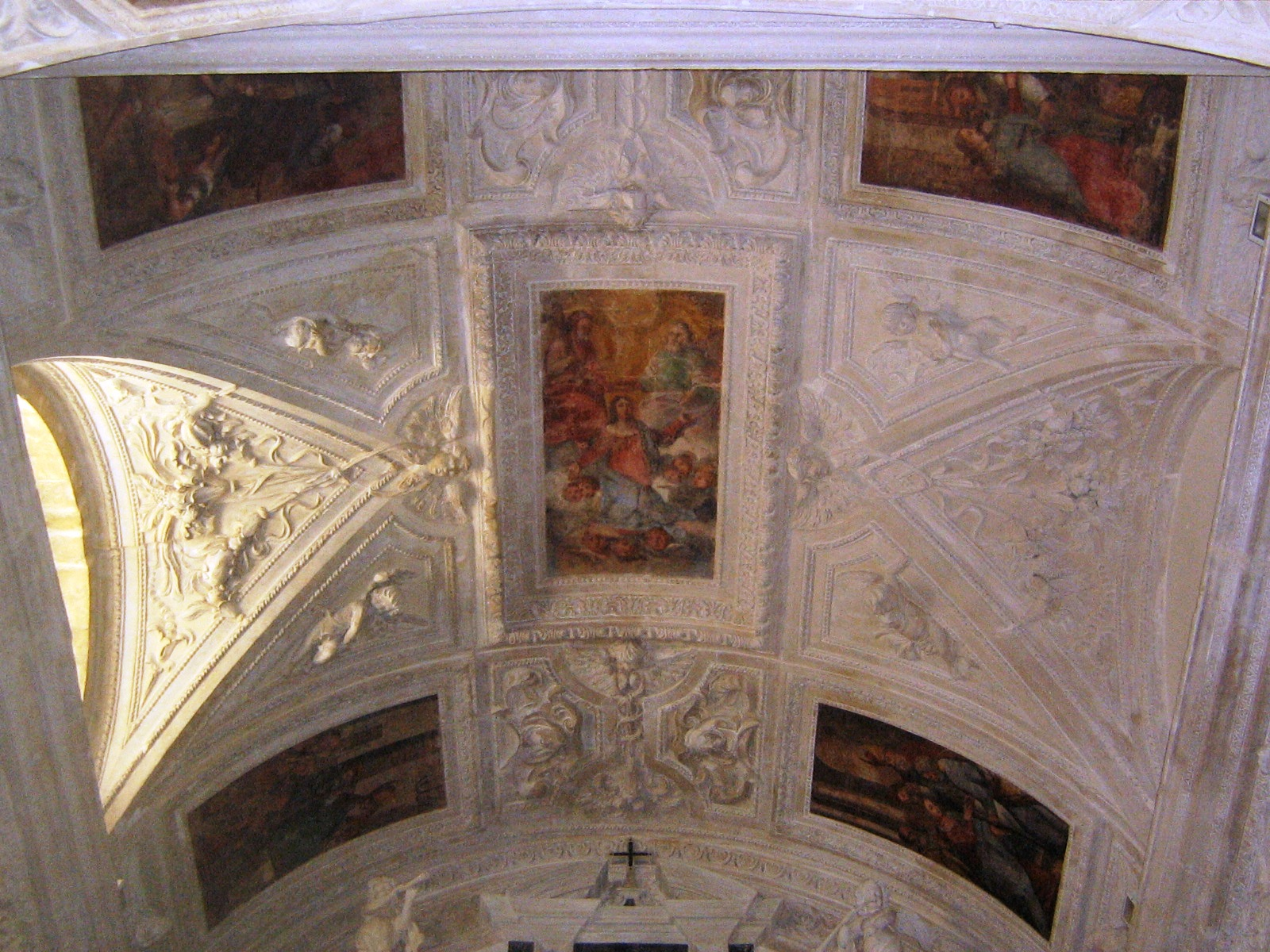
Particolare della volta nella cappella dell'Annunziata